# Циців (гміна)
Гміна Циців (ґміна Цицув, пол. Gmina Cyców) — сільська гміна у східній Польщі. Належить до Ленчинського повіту Люблінського воєводства. Розташована на шляху з Любліна в Холм і Володаву, знаходиться на відстані 50 км від Любліна. Це переважно сільськогосподарська гміна, проте вона має сприятливі умови для розвитку туризму та агротуризму. Адміністративно охоплює 30 сіл.
Станом на 31 грудня 2011 у гміні проживало 7912 осіб.
Згідно однієї з версій етимології назви, Циців може походити від чийогось імені Циц, так само як Янів, Любартів. Проте, також цілком можливо, що назву села міг утворити гідронім. Так зване «цицове озеро», як правило, характеризує область берегової лінії і форми поверхні, схожої на круг. Не виключено, що оригінальне поселення було засновано поблизу озера або лиману, нині вже неіснуючих, і єдиний слід їхнього існування зберігся тільки в назві.

## Площа
Згідно з даними за 2019 рік площа гміни становила 147.87 км², у тому числі:
- орні землі: 88.10 %
- ліси: 11.90 %

Таким чином, площа гміни становить 23.33 % площі повіту.

## Населення
Станом на 31 грудня 2019:
| Опис     | Загалом | Загалом | Чоловіки | Чоловіки | Жінки | Жінки |
| -------- | ------- | ------- | -------- | -------- | ----- | ----- |
| одиниця  | осіб    | %       | осіб     | %        | осіб  | %     |
| все      | 7912    | 100     | 3885     | 49.10    | 4027  | 50.90 |
| міське   | 0       | 100     | 0        |          | 0     |       |
| сільське | 7912    | 100     | 3885     | 49.10    | 4027  | 50.90 |

Густота населення становить 53 осіб на 1км2

## Населені пункти гміни
Адамув, Баркі, Бекєша, Бєсядкі, Циців, Циців-Колонія друга, Циців-Колонія перша, Гарбатувка, Гарбатувка-Колонія, Гленбоке, Яновіца, Жузефін, Копіна, Лудвінув, Малінувка, Малкув, Нови Стренчин, Острувек Подискі, Подгленбоке, Северинув, Стари Стренчин, Ставек, Ставе-Колонія, Стефанув, Щупак, Швєрщув, Швєрщув-Колонія, Вулька Цицовська, Вулька Надрибська, Загуже, Зарубка, Зосін.

## Сусідні гміни
Гміна Циців межує з такими гмінами: Людвін, Пухачув, Селище, Уршулін, Вербиця.